# 林家聲
林家聲，SBS，BH（英語：Lam Kar-sing，1933年1月20日—2015年8月4日），原名林曼純，廣東東莞人，生於香港新界大埔，與其胞姊林家儀均屬著名粵劇演員及電影演員，而前電視劇監製兼電影導演黎大煒則是林家聲的襟弟。

## 生平
林家聲生於香港，有1名胞姊，父親是大埔火車站站長，母親在林家聲3歲時因病辭世。林家聲於1939年至1941年間就讀崇德學校，由於在香港日治時期，日本政府規定所有香港學校都要教授日文而林家聲抗拒學習，於是他便輟學，並轉到位於彌敦道的玫瑰音樂學院，隨容得怡和容德昌學唱粵曲及玩洋琴。後來香港出現糧食恐慌，林氏一家逃難至廣州。
1943年，拜鄧肖蘭芳為師，學習粵劇排場戲，以古老排場戲「中州音」古腔來演唱，只得11歲的他以神童姿態演出他的第一個角色「武松」，在粵劇演出上，他是從小角色做起。及後從1944年開始以鼓竹及演出謀生。香港重光後回港，得到幾名名師傳藝，亦曾隨袁小田學藝。1948年，成為薛覺先的最後一位入室弟子。
1962年，組成「慶新聲劇團」，並任文武生，與編劇徐子郎、潘焯合作。1965年，成立可以完全實驗自己理想的劇團「頌新聲劇團」，與編劇李少芸、葉紹德合作。1976年，為電視台拍攝了26集粵劇特輯。1993年，林演完38場匯演及到美加巡迴演出後，便正式淡出職業舞台。2009年回港於紅館演出國慶，之後一直留港。
第一部參演的得獎電影，正是三十至六十年代香港大導演霍然編劇和導演、胡蝶的「慈母千秋」。
林家聲演出的著名劇目有《雷鳴金鼓戰笳聲》、《無情寶劍有情天》、《周瑜》、《樓臺會》、《三夕恩情廿載仇》，後輩爭相演出，歷演不衰。
2015年8月4日晚上9時52分，林家聲於九龍塘窩打老道寓所心臟脈搏變弱突然暈倒，昏迷由其弟子周振基送往廣華醫院救治，惜延至晚上11時許證實不治，享壽82歲。8月19日在紅磡世界殯儀館設靈，家人按他生前意願，採用佛教喪禮儀式，以黃白色作場地佈置，安排僧侶到場頌經，並設公眾弔唁時段。 8月20日出殯，出殯後隨即奉柩往和合石火葬場火化。

## 獎項
- 1981年：英女皇頒授榮譽勳銜(BH)
- 1999年：香港演藝學院頒授榮譽院士榮銜 （页面存档备份，存于）
- 2000年：香港演藝學院頒發戲曲終身成就獎 （页面存档备份，存于）
- 2005年：香港特別行政區政府頒授銅紫荊星章(BBS)
- 2006年：星光大道上留下掌印
- 2010年：中國戲曲表演學會頒授終身成就獎
- 2010年：香港演藝學院頒授榮譽博士榮銜
- 2012年：香港特別行政區政府頒授銀紫荊星章(SBS)

## 電影
14歲經張月兒介紹，接拍了第一套電影「賣肉養孤兒」，從配角至主角，廿年水銀生活共拍了304套電影。

### 具代表性
| 上映年份 | 作品名稱       | 角色   | 備註                       |
| -------- | -------------- | ------ | -------------------------- |
| 1947     | 賣肉養孤兒     | 兒子   | 拍攝的第一部電影           |
| 1955     | 父母心         | 志權   | 香港電影藝術節常上映一部   |
| 1958     | 胡不歸         | 文萍生 | 第一部當主角的電影         |
| 1961     | 仙鶴神針       | 馬君武 | 破了香港電影票房紀錄       |
| 1961     | 慈母千秋       | 何志遠 | 第一部參演的得獎電影       |
| 1962     | 大戰泗洲城     | 言玉鎧 | 唯一其配偶也參演的電影     |
| 1963     | 雷鳴金鼓戰笳聲 | 夏青雲 | 第一部開山粵劇拍成電影     |
| 1964     | 無情寶劍有情天 | 韋重輝 | 戲未演完斟拍片             |
| 1966     | 孝女珠珠       | 王家俊 | 最後接拍的電影             |
| 1967     | 李師師         | 賈奕   | 最後一套在電影院放映的電影 |

### 林的推介
| 上映年份 | 作品名稱                | 角色            | 備註                                      |
| -------- | ----------------------- | --------------- | ----------------------------------------- |
| 1955     | 父母心                  | 志權            | 合演 : 馬師曾、黃曼梨、阮兆輝（幼子志威） |
| 1960     | 四季蓮花                | 馬孟平          | 合演 : 林鳳(陳慧玲 (香港)幕後代唱)        |
| 1961     | 冰山逢怨侶              | 馮玉衡          | 合演 : 林鳳, 陳寶珠                       |
| 1961     | 三戰定江山              | 馮心明          | 合演 : 麥炳榮, 鳳凰女                     |
| 1961     | 無敵楊家將              | 楊文廣          | 合演 : 于素秋、靚次伯、半⽇安、陳好逑     |
| 1962     | 平陽公主替子受斬刑      | 薛孝慈          | 合演 : 余麗珍、半⽇安、張醒非             |
| 1962     | 哪吒出世                | 哪吒            | 合演 : 余麗珍, 靚次伯                     |
| 1962     | 哪吒劈天救母            | 哪吒            | 合演 : 余麗珍, 靚次伯                     |
| 1962     | 薛門七女將              | 薛家駒          | 合演 : 余麗珍, 靚次伯                     |
| 1962     | 七鳳鬥魔龍 (魔龍戲孤鳳) | 太子燕紫虹      | 合演 : 余麗珍, 靚次伯, 劉克宣             |
| 1962     | 一曲琵琶動漢王          | 漢元帝          | 合演 : 南紅                               |
| 1963     | 臥虎藏龍                | 董天放          | 合演 : 于素秋, 蕭芳芳, 石堅               |
| 1963     | 雷鳴金鼓戰笳聲          | 夏青雲          | 合演 : 陳好逑、靚次伯、半日安、任冰兒     |
| 1963     | 一劍震江湖              | 余劍英          | 合演 : 陳好逑、陳寶珠、蕭芳芳             |
| 1963     | 卿何薄命                | 陳旭文          | 合演 : 丁瑩                               |
| 1964     | 恨海情天                | 分飾 王德, 小德 | 合演 : 紫羅蓮、張英才、李香琴             |
| 1964     | 無情寶劍有情天          | 韋重輝          | 合演 : 陳好逑、靚次伯、半⽇安、任冰兒     |
| 1964     | 一劍恩仇                | 白龍飛          | 合演 : 南紅                               |
| 1965     | 武林聖火令              | 尹天仇          | 合演 : 陳好逑、李紅、陳寶珠               |
| 1965     | 武林第一劍 (一劍震武林) | 余劍英          | 合演 : 陳好逑、關海山、蕭芳芳             |
| 1965     | 趙飛燕 (射鳥兒)         | 射鳥兒          | 合演 : 南紅                               |
| 1966     | 孝女珠珠                | 王家俊          | 合演 : 陳寶珠、靚次伯                     |
| 1967     | 李師師                  | 賈奕            | 合演 : 吳君麗                             |

## 粵劇
既攻⽣更演旦和紅臉關公的薛覺先去世，林於1956年初任文武生，56年、57年兩台（新劇、薛劇）都不賣。在1958年潘一帆編寫的《金釵引鳳凰》出任麥炳榮的小生，「大龍鳳劇團」班主何少保是一位生意人，集合了關海山、靚次伯、半⽇安、任冰兒扶掖新組成「慶新聲劇團」由林任文武生、讓陳好逑任正印花旦，(陳比林年長一百多日、資歷也較廣闊。) 在1960年12月8日的《十年一覺揚州夢》首演後林便脫離「大龍鳳」。另外大龍鳳影業公司，把《雷鳴金鼓戰笳聲》拍成電影，後來林家聲脫離了「慶新聲」。
| -    | 開山劇目                | 首演日期   | 備註                                                       |
| ---- | ----------------------- | ---------- | ---------------------------------------------------------- |
| 1    | 雷鳴金鼓戰笳聲          | 1962.11.7  | 「慶新聲」(陳好逑、靚次伯、半日安、任冰兒)                 |
| 2    | 眾仙同賀慶新聲          | 1963.1.23  | 「慶新聲」(陳好逑、靚次伯、半日安、任冰兒)                 |
| 3    | 無情寶劍有情天          | 1963.10.1  | 「慶新聲」(陳好逑、靚次伯、半日安、任冰兒)                 |
| 4    | 花開錦繡帝王家          | 1964.2.13  | 「慶新聲」(陳好逑、靚次伯、半日安、任冰兒)                 |
| 5    | 近水樓台先得月          | 1964.11.16 | 「慶新聲」(陳好逑、靚次伯、朱秀英、任冰兒、陳錦棠、蕭仲坤) |
| 6    | 龍飛鳳舞喜迎春          | 1965.2.2   | 「慶新聲」(陳好逑、靚次伯、朱秀英、任冰兒、陳錦棠、蕭仲坤) |
| 7    | 雙龍三奪鳳凰蕭          | 1965.2.2   | 演雙生戲不理想                                             |
| 8    | 龍城飛將振聲威          | 1965.11.1  |                                                            |
| 9    | 情俠鬧璇宮              | 1966.1.21  | 「頌新聲」(陳好逑、靚次伯、任冰兒)                         |
| 10   | 碧血寫春秋              | 1966.3.28  | 「頌新聲」(陳好逑、靚次伯、任冰兒)                         |
| 11   | 三夕恩情廿載仇          | 1966.8.19  | 「頌新聲」(陳好逑、靚次伯、任冰兒)                         |
| 12   | 龍鳳爭掛帥              | 1967.2.9   | 「頌新聲」(陳好逑、靚次伯、任冰兒)                         |
| 13   | 搶錯新娘換錯郎          | 1968.1.30  | 又名《搶新娘》、合演 :李寶瑩                               |
| 14   | 林沖                    | 1968.1.11  | 1974.1.25 改編為'林沖雪夜上梁山'                           |
| 15   | 戎馬金戈萬里情          | 1970.2.6   | 合演 :李寶瑩                                               |
| 16   | 春風還我宋江山          | 1971.4.27  | 合演 :李寶瑩                                               |
| 17   | 朱弁回朝                | 1971.12.10 | 合演 : 吳君麗                                              |
| 18   | 風雪闖三關              | 1972.2.15  | 合演 : 吳君麗                                              |
| 19   | 青鋒碧血鑄情仇          | 1972.8.25  | 合演 : 吳君麗、任冰兒                                      |
| 20   | 春花笑六郎              | 1973.2.3   | 合演 : 吳君麗                                              |
| 21   | 蓮溪河畔蓮溪血          | 1973.3.21  | 合演 : 吳君麗                                              |
| 22   | 書劍青衫客              | 1973.5.26  | 合演 : 吳君麗                                              |
| 23   | 連城璧                  | 1974.1.23  | 又名《將相和》、合演 : 吳君麗                              |
| 24   | 紅樓寶黛                | 1974.5.3   | 合演 : 吳君麗，本劇共只演兩次。                            |
| 25   | 金雀緣                  | 1975.2.18  | 合演 : 吳君麗                                              |
| 26.1 | 范蠡與西施(短劇)        | 1976.8.6   | 「頌新聲」(陳好逑、尤聲普)                                 |
| 26.2 | 雙槍陸文龍(短劇)        | 1976.8.6   | 「頌新聲」(陳好逑、尤聲普)                                 |
| 26.3 | 三氣周瑜(短劇)          | 1976.8.6   | 「頌新聲」(陳好逑、尤聲普)                                 |
| 26.4 | 倫文敍(短劇)            | 1977.2.18  | 「頌新聲」(陳好逑、尤聲普)                                 |
| 27   | 韓信一將服群雄          | 1977.2.18  | 「頌新聲」(陳好逑、尤聲普)                                 |
| 28.1 | 七步成詩(短劇)          | 1977.9.8   |                                                            |
| 28.2 | 武松(短劇)              | 1977.9.8   |                                                            |
| 29   | 雙槍陸文龍(長劇)        | 1977.10.11 | 第⼆屆亞洲藝術節「頌新聲」(陳好逑)                         |
| 30   | 武松(長劇)              | 1978.10.26 | 只演一次。                                                 |
| 31   | 仙侶奇緣                | 1979.1.28  | 「頌新聲」(江雪鷺)                                         |
| 32   | 狄仁傑三打武元爽        | 1979.1.28  | 「頌新聲」(江雪鷺)                                         |
| 33   | 重光日月慶昇平          | 1980.2.16  |                                                            |
| 34   | 天仙配                  | 1983.8.18  | 合演 : 汪明荃                                              |
| -    | 三夕恩情廿載仇          | 1984.8.16  | 「中國戲曲匯演」、開山18年後用唱片曲、改尾場               |
| -    | 喜得銀河抱月歸          | 1985.2.20  | 改編自(2)                                                  |
| 35   | 多情君瑞俏紅娘          | 1986.2.9   | 「頌新聲」(陳好逑、南鳳、林錦堂)                           |
| -    | 迎得金鳳賀春宵          | 1986.2.9   | 改編自(8)                                                  |
| 36   | 煙雨重溫驛館情          | 1986.6.14  | 「頌新聲」(陳好逑、南鳳、林錦堂)                           |
| -    | 合歡金雀喜迎春          | 1987.1.29  | 改編自(25)                                                 |
| 37   | 樓台會                  | 1987.11.23 | 合演 : 李寶瑩、改編自《梁祝恨（史）》刪哭墳、山伯有獨唱    |
| 38   | 笳聲吹斷漢皇情          | 1988.7.15  | 合演 : 李寶瑩、改編自《琵琶動漢王》                        |
| 39   | 月老笑狂生              | 1989.2.6   | 合演 : 李寶瑩、改編自《雙珠鳳》                            |
| -    | 煙波江上西⼦情          | 1989.8.18  | 改名自(36)                                                 |
| -    | 仙侶動凡心              | 1990.1.27  | 改編自(31)                                                 |
| 40   | 三戰定江山              | 1990.1.27  | 「頌新聲」(陳好逑、朱秀英、南鳳、林錦堂)                   |
| 41   | 情醉王大儒 (又名王大儒) | 1991.2.15  | 「頌新聲」(陳好逑、南鳳、林錦堂)                           |
| 42   | 薛平貴封王              | 1991.2.15  | 「頌新聲」(陳好逑、南鳳、林錦堂)                           |
| 43   | 唐明皇會太真            | 1991.10.9  | 「頌新聲」(陳好逑、南鳳、林錦堂)                           |
| -    | 文武香球                | -          | 編劇秦中英                                                 |

## 電視
- 2011年無綫電視《聲藝傳林家聲》
- 1976年麗的電視《林家聲粵劇特輯》

七十年代是林、「頌新聲」非常低沉的年代，林曾於1972年獨自在無綫電視舉辦的六一八雨災籌款節目上義唱。1976年，為著要把這門非主流的中國傳統藝術介紹予新一代的觀眾，林與麗的電視合作拍攝了26集粵劇特輯，包羅文場、武戲、喜劇、悲劇，留下了珍貴的紀錄。是特事特辦，麗的電視很手鬆，由林家聲慈善基金 贊助，不需要付版權費，製作成數碼影碟，並命名為「林家聲戲寶承傳系列」公開發售，收入全撥給林家聲慈善基金，目的是推廣其個人「林派」粵劇藝術，讓後輩參考。

### 特輯劇目
1. 青衫客
2. 連城璧
3. 歸來燕
4. 敲牙記*
5. 倫文敍
6. 胡不歸
7. 闖三關
8. 搶新娘
9. 綵樓配
10. 梁祝恨
11. 百花贈劍*
12. 陌路蕭郎
13. 三氣周瑜
14. 朱弁回朝
15. 紅樓寶黛
16. 范蠡與西施
17. 花染狀元紅
18. 琵琶動漢王
19. 雙槍陸文龍
20. 情俠鬧璇宮
21. 蓮溪河畔血
22. 龍鳳爭掛帥
23. 林沖雪夜上梁山

（*） 沒有在香港演這劇目的記錄。

## 著作
- 博精深新[註 10] 我[註 11]的演出法

1. 合訂本
2. (一)
3. 唱做唸打
4. 珍藏版

- 林家聲藝術人生

## 其父執輩
「薛迷」父親林向榮(51歲的退休九廣鐵路局大埔車站站長)除家儀(藝名、本名林曼妮)、家聲(藝名)以外，還有孻女羨妮在香港。家中已經長時間從電台聽薛曲廣播，家聲在廣州跟隨呂玉郎、上海妹、半日安等等落班觀摩，已確立志願成為薛派傳人，中國語文老師不詳，達到目標得依靠其他教師和下面這兩個人。
- 呂大呂
- 羅澧銘[13]

## 備註
1. ↑  [13]還有,「正牌薛迷」的賴一拳兄，差不多薛氏所演過的任何一套名劇，俱有寓目,兼且欣賞三次以上的，他亦承認家聲演《花染狀元紅》，學得薛氏好幾成工夫，總是難能可貴。
2. ↑  1957年新劇《白蛇傳》和薛劇《花染狀元紅》。
3. ↑  只剩下其獨唱之〈罵神〉，本劇絕活見「高檯飛椅」，其後共只再演兩次。
4. ↑  不開山、接拍電影《雙龍丹鳳霸皇都》，是1960年2月18日首演，演至2月24日。[14]
5. ↑  一九八七年，她轉與林家聲組成頌榮華劇團，並在陳寳珠姐夫周先生任班主時，來澳於永樂戲院演過一個台期。...每晩散場半小時後，寳姐就落好妝出來，門口自有寳姐「擁躉」熱哄哄地歡呼、叫喊；十分鐘後，...。二者前後有序，時間分得很清楚的。其他「妙事」，不可一一明言了。[15]他倆合作了一年多，在一九八九年三月四日大埔文娛中心演出《月姥笑狂生》後即散班。
6. ↑  前輩朱侶華僑日報「中國戲曲匯演」《三夕恩情廿載仇》:-〈盤夫〉用梅蘭芳「白蛇傳之斷橋會」程式[17]。有問現在18年後有足夠自信尾場用群戲?[14]
7. ↑  2015年8月7日，星期五，下午一時至四時，香港電台第五台，「雷鳴金鼓念家聲」中，吳君麗最後發言總結，從她長達十年的經驗中得出結論，林只集中宣傳個人，他的角色是主力、佔戲也絕對重。
8. ↑  來源、歷史、根據、除了「林」姓外、不可追溯。
9. ↑  「麗聲劇團」《梁紅⽟擊⿎退⾦兵》、《雙珠鳳》，林出任麥炳榮的小生，百花的小生則為麥炳榮。
10. ↑  1992年2月林說：「我經常記住梅蘭芳的四個字，博、精、深、新。」。[18]
11. ↑  雙光碟七選段：《林沖》、《連城璧》、《喜得銀河抱月歸》、《周瑜》、《唐明皇會太真》、《情醉王大儒》及《多情君瑞俏紅娘》，沒有花旦。[19]
12. ↑  2012年電台訪問，林家聲說自己太矮，所以在廣州穿上海妹借的女蟒。

## 相關網頁
- 林家聲博士網頁用户生成内容
- 家聲天地.電視特輯劇目頁 （页面存档备份，存于）用户生成内容
- 香港聲迷俱樂部 （页面存档备份，存于）用户生成内容
- 家聲藝網 （页面存档备份，存于）用户生成内容

## 外部連結
- 林家聲在香港影庫上的簡介
- YouTube上的1965年12月3日(星期四)，香港麗的呼聲銀色電臺訪問林家聲 (第一節；第一段)
- YouTube上的1965年12月3日(星期四)，香港麗的呼聲銀色電臺訪問林家聲 (第一節；第二段)
- YouTube上的1965年12月7日 (星期一)，香港麗的呼聲銀色電臺訪問林家聲 (第二節；第一段)
- YouTube上的1965年12月7日 (星期一)，香港麗的呼聲銀色電臺訪問林家聲 (第二節；第二段)
- YouTube上的1965年12月10日 (星期四)，香港麗的呼聲銀色電臺訪問林家聲 (第三節；第一段)
- YouTube上的1965年12月10日 (星期四)，香港麗的呼聲銀色電臺訪問林家聲 (第三節；第二段)